# HYOLYN 1st WORLD TOUR TRUE
 HYOLYN 1st WORLD TOUR TRUE는 효린의 첫 번째 단독 콘서트 투어이자 유럽, 아시아 순회 투어이다.
2월 영국에서 월드투어 오프닝 공연을 하였다. 이후 5월 29일 독일 베를린을 시작으로 네덜란드 암스테르담, 프랑스 파리, 대만 타이베이, 일본 도쿄, 말레이시아 쿠알라룸푸르까지 총 6개국에서 약 6주 동안 공연을 하였다.

## 투어 일정
| 날짜                | 도시         | 국가       | 장소              | 관객 동원 |
| ------------------- | ------------ | ---------- | ----------------- | --------- |
| 2019년 2월 23일     | 런던         | 영국       | Electric Ballroom |           |
| 2019년 5월 29일     | 베를린       | 독일       | Kesselhaus        |           |
| 2019년 5월 31일     | 암스테르담   | 네덜란드   | Melkweg OZ        |           |
| 2019년 6월 2일      | 파리         | 프랑스     | Alhambra          |           |
| 2019년 6월 22일     | 타이베이     | 대만       | ATT SHOWBOX       |           |
| 2019년 6월 28일     | 쿠알라룸푸르 | 말레이시아 | Menara PGRM       |           |
| 2019년 6월 30일 2시 | 도쿄         | 일본       | 신주쿠 ReNY       |           |
| 2019년 6월 30일 6시 | 도쿄         | 일본       | 신주쿠 ReNY       |           |